# Eleuteriusz (Kozoriez)
Eleuteriusz, imię świeckie Jurij Fieofanowicz Kozoriez (ur. 17 września 1953 w Obarowie, zm. 4 czerwca 2021) – biskup Rosyjskiego Kościoła Prawosławnego.

## Życiorys
W 1979 ukończył moskiewskie seminarium duchowne, zaś w 1984 – Moskiewską Akademię Duchowną. 13 kwietnia 1985 przyjął święcenia diakońskie, zaś 17 października tego samego roku – kapłańskie. Został skierowany do pracy duszpasterskiej w soborze św. Mikołaja w Ałmaty. Od października 1986 służył w cerkwi św. Mikołaja w Szymkencie i był dziekanem parafii na terytorium obwodów południowokazachstańskiego i kyzyzłordyńskiego. 26 marca 1987 złożył wieczyste śluby zakonne, w 1988 został podniesiony do godności igumena, zaś 4 lutego 1991 – archimandryty.
Następnego dnia miała miejsce jego chirotonia na biskupa szymkenckiego i celinogradzkiego. Od 16 lipca 1993 jego tytuł brzmiał szymkencki i akmoliński. W latach 2002–2003 pełnił obowiązki locum tenens eparchii astańskiej i ałmackiej. Od 2004 arcybiskup. 5 października 2011 r. tytuł hierarchy został zmieniony na szymkencki i taraski.
Zmarł w 2021 r. Pochowany przy soborze św. Mikołaja w Szymkencie.